# Le avventure di Super Mario (serie animata 1991)
Le avventure di Super Mario (Super Mario World) è una serie televisiva animata statunitense-canadese-italiana prodotta dallo studio DiC Entertainment e da Reteitalia nel 1991, basata sul videogioco Super Mario World della Nintendo. È la terza e ultima serie televisiva basata sul franchise di Mario.
Questa serie si distingue dalle precedenti per la quantità superiore di episodi a sfondo educativo, trattando argomenti come la dipendenza dalla televisione, il bullismo o il cibo spazzatura. In questa serie è assente il personaggio di Toad (chiamato Ughetto in italiano), sostituito da Yoshi e dal bambino cavernicolo Oogtar.
Nell'edizione originale, i primi sette episodi sono appaiati a quelli della terza stagione di Un videogioco per Kevin (Captain N: The Game Master); per questo motivo, negli Stati Uniti queste puntate sono identificate dal logo alla fine della sigla come Captain N and the New Super Mario World.

## Episodi
1. Ghiaccio bollente
Wendy rapisce mamma piranha per scaldare il suo castello di ghiaccio. Toccherà a Yoshi e i fratelli Super Mario a impedire che ciò accada.
2. Cos'è la ruota?
Mario e Luigi inventano la ruota per i cavernicoli. Ludwig e Bowser cercheranno di ostacolare le idee dei nostri eroi.
3. Manda dentro il clown
Bowser attira tutti i cavernicoli al suo circo e i Super Mario li seguono per vedere cosa succede. In realtà è una trappola per farli divorare dai dinosauri.
4. Fantasmi a colazione
I Super Mario vanno alla ricerca di un cavernicolo scomparso e si incrociano sul potente mago Kamek. Yoshi, spaventato, scappa. Ora i Super Mario sono prigionieri nella casa stregata e sarà compito di Yoshi salvarli.
5. Il fast food di Attila
Bowser apre un fast food per attirare tutti i cavernicoli. Quest'ultimi non sanno che la roba fatta nel locale li fa diventare polli.
6. La vigilia del Natale preistorico
Durante l'estate Mario organizza una festa di natale preistorico per far stare tranquilli i cavernicoli. Bowser ne approfitta per rubare i regali e darli ai suoi figli.
7. Centauro volante
Yoshi litiga con i Super Mario per ragioni futili e si allontana dal gruppo. Entra a far parte dei motociclisti dinosauri. Il dinosauretto non si rende conto che quei motociclisti lavorano per Bowser e che lo hanno messo nel gruppo per rapire facilmente i Super Mario.
8. Il telefono via liana
I Super Mario inventano dei telefoni cellulari, ma questa non sarà una buona idea in quanto i cavernicoli non fanno altro che chiamarsi a vicenda.
9. Colpo grosso per le talpe
Bowser ordina a Larry di rubare tutti gli ortaggi coltivati e quest'ultimo ci riesce grazie all'aiuto delle talpe. Toccherà a Mario e Luigi recuperarli.
10. La TV rock della pietra
Bowser inventa la TV per schiavizzare tutti coloro che la guardano. Tutti i cavernicoli ne subiscono l'effetto e rapiscono i Super Mario. Riusciranno a liberarsi da questa situazione bizzarra?
11. Mario e l'uovo di Luigi
Mario, Luigi e Yoshi fanno una partita di football insieme ai cavernicoli per insegnare a quest'ultimi il gioco di squadra. Durante quest'episodio Luigi si scontra, per caso, con Kamek e quest'ultimo lo trasforma in un uovo. Larry e Roy lo rapiscono per darlo a Bowser. Toccherà a Mario e Yoshi salvare l'uovo Luigi prima che sia troppo tardi.
12. Tutti a scuola
La principessa Peach apre una scuola e Iggy e Lemmy ci vogliono andare. Bowser non apprezza quest'idea e cerca di non farli andare. Iggy e Lemmy fanno scherzi a tutti i loro compagni e cercano di non mettersi nei guai.
13. Mamma Luigi
Luigi racconta a Yoshi di come lui e i Super Mario sono arrivati nella città delle caverne e come hanno fatto a trovare quest'ultimo.

## Doppiaggio
| Personaggio                  | Doppiatore originale | Doppiatore italiano                        |
| ---------------------------- | -------------------- | ------------------------------------------ |
| Mario                        | Walker Boone         | Tony Fuochi                                |
| Luigi                        | Tony Rosato          | Enrico Carabelli                           |
| Re Attila                    | Harvey Atkin         | Antonio Paiola                             |
| Amarena                      | Tracey Moore         | Alessandra Karpoff                         |
| Yoshi                        | Andrew Sabiston      | Antonello Governale                        |
| Hop (Iggy)                   | Tara Strong          | Tullia Piredda                             |
| Hip (Lemmy)                  | Tara Strong          | Donatella Fanfani                          |
| Cucci Pucci (Wendy O. Koopa) | Tabitha St. Germain  | Graziella Porta                            |
| Dentolino (Morton Koopa Jr.) | Gordon Masten        | Paolo Marchese Paolo Torrisi (episodio 11) |
| Cippi (Larry)                | James Rankin         | Enrico Maggi Paolo Marchese (episodio 11)  |
| Kooky (Ludwig Von Koopa)     | Michael Stark        | Paolo Torrisi                              |
| Bully (Roy)                  | Dan Hennessy         | Antonello Governale                        |
| Argano (Magikoopa)           | John Stocker         | Giovanni Battezzato                        |

## Sigla
In Italia, nella prima messa in onda su Italia 1, è stata usata la sigla di Cristina D'Avena già utilizzata nelle serie precedenti. Le repliche successive su Frisbee usano la versione strumentale della sigla de Le avventure di Super Mario; per evidenziare l'uso della sigla per entrambe le serie, nella versione italiana della stessa la parte finale in video viene sostituita dalla scena dell'episodio Ghiaccio Bollente dove Mario si scontra con un gruppo di Goombruni Volanti.